# Guadalupe Victoria, Mexquitic de Carmona
Guadalupe Victoria är en ort i Mexiko.   Den ligger i kommunen Mexquitic de Carmona och delstaten San Luis Potosí, i den centrala delen av landet, 400 km nordväst om huvudstaden Mexico City. Guadalupe Victoria ligger 1 991 meter över havet och antalet invånare är 1 153.
Terrängen runt Guadalupe Victoria är kuperad åt sydväst, men åt nordost är den platt. Terrängen runt Guadalupe Victoria sluttar österut. Runt Guadalupe Victoria är det tätbefolkat, med 308 invånare per kvadratkilometer. Närmaste större samhälle är San Luis Potosí, 9,5 km öster om Guadalupe Victoria. Omgivningarna runt Guadalupe Victoria är i huvudsak ett öppet busklandskap.